# Halte Boltinggård
Halte Boltinggård (ook gespeld als Boltinggaard en Boltingegaard) is een voormalige spoorweghalte even ten zuiden van Ringe, Denemarken. Het station lag aan de spoorlijn Ringe - Faaborg die in 1882 was aangelegd door de Sydfyenske Jernbaner (SFJ).
De halte is in 1929 geopend.  Een jaar later werd het teruggebracht tot een verkooppunt voor treinkaartjes. Vanaf 1954 werd Boltinggård weer een reguliere halte. Het reizigersverkeer tussen Ringe en Faaborg werd op 27 mei 1962 beëindigd, waarmee voor Boltinggård ook een eind aan het spoorvervoer kwam.
Het spoor is opgebroken. Op de oude spoorbaan is een wandel-/fietspad aangelegd.